# Eikeren
L'Eikeren (ou Eikern) est un lac long et profond de Norvège avec une superficie de 25,7 km2. Le lac fait environ 20 kilomètres de long (y compris Fiskumvannet au nord) pour une largeur moyenne de 1,5 kilomètre. Il se situe entre les municipalités de Øvre Eiker (comté de Buskerud) et de Holmestrand dans le comté de Vestfold og Telemark. Il se trouve à 19 mètres d'altitude.

## Description
Eikeren avec Fiskumvannet est le 56ème sur la liste des plus grands lacs de Norvège et leplus grand du comté. Le long de l'Eikeren s'élèvent des hauteurs boisées qui s'étendent jusqu'à 650 m d'altitude. et il y a beaucoup de culture fruitière, surtout du côté ouest.
Au sud-est de Vestfold se trouve le village d'Eidsfoss. Dans cette partie, l'eau afflue des lacs de Bergsvannet, Øksne et Hajeren, ainsi et que de l'eau des hauteurs autour du lac. Depuis 2005, le lac est devenu une source importante d'eau potable.
La centrale électrique de Hakavik (Hakavik Power Station (en)) utilise une chute de 389 m des lacs Øksne et Hajeren.
Dans la partie nord-ouest, Eikeren rejoint Fiskumvannet dans un détroit étroit. Des masses d'eau d'une moyenne de 7 m3 par seconde traversent ce détroit. De Fiskumvannet, l'eau coule vers Vestfossen. La rivière continue ensuite jusqu'à Hokksund, où elle se divise en deux cours d'eau, qui se jettent tous deux dans la Drammenselva.
Il y a trois grandes îles à Eikeren : Hesthammarøya , Holtøya et Torrudøya.

## Aires protégées
- Réserve naturelle de Hamrefjell, créée en 1984[2] .
- Réserve naturelle de Sandsbakken, créée en 1986[3].

## Galerie

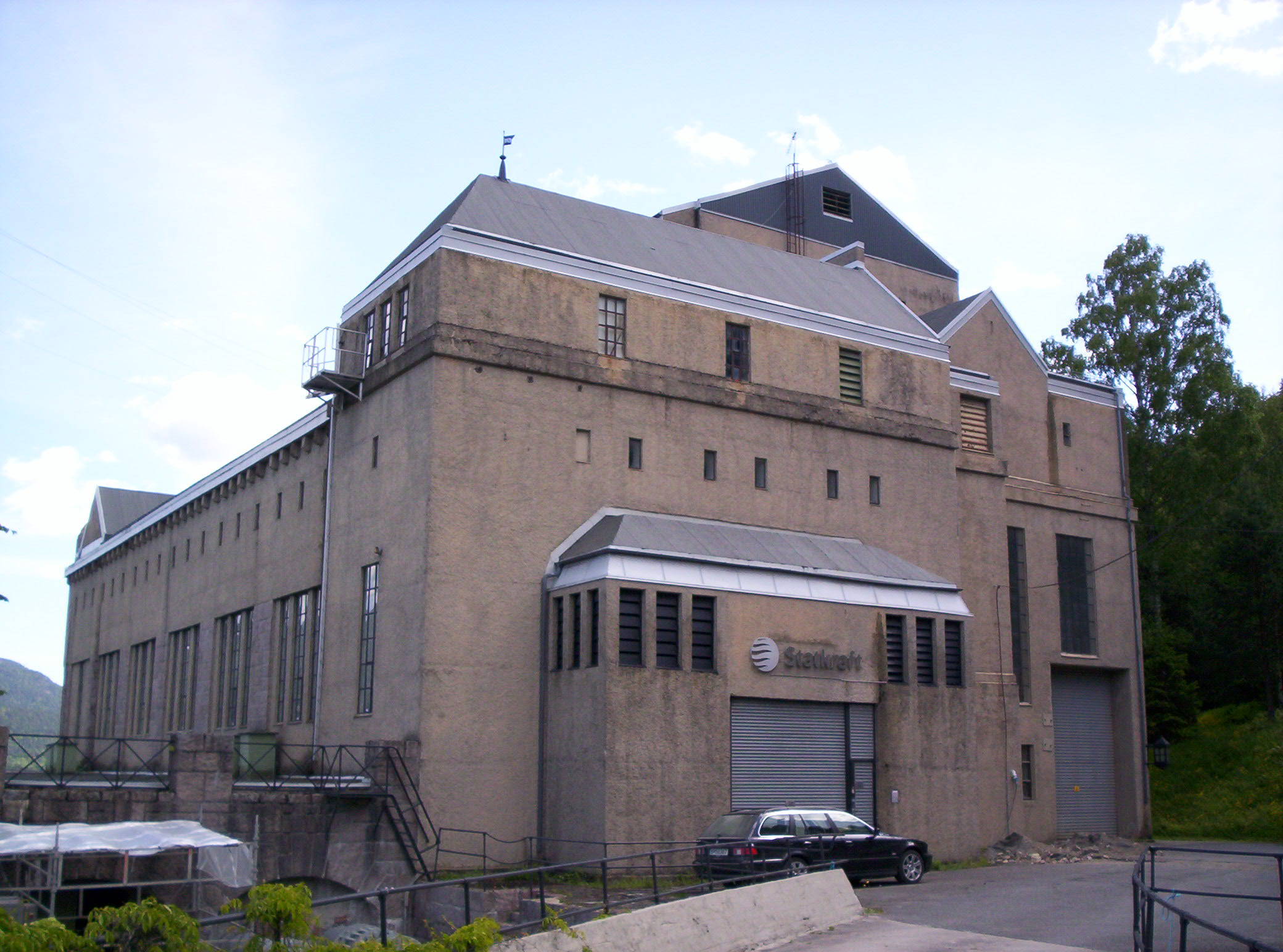
Centrale électrique d'Hakavik
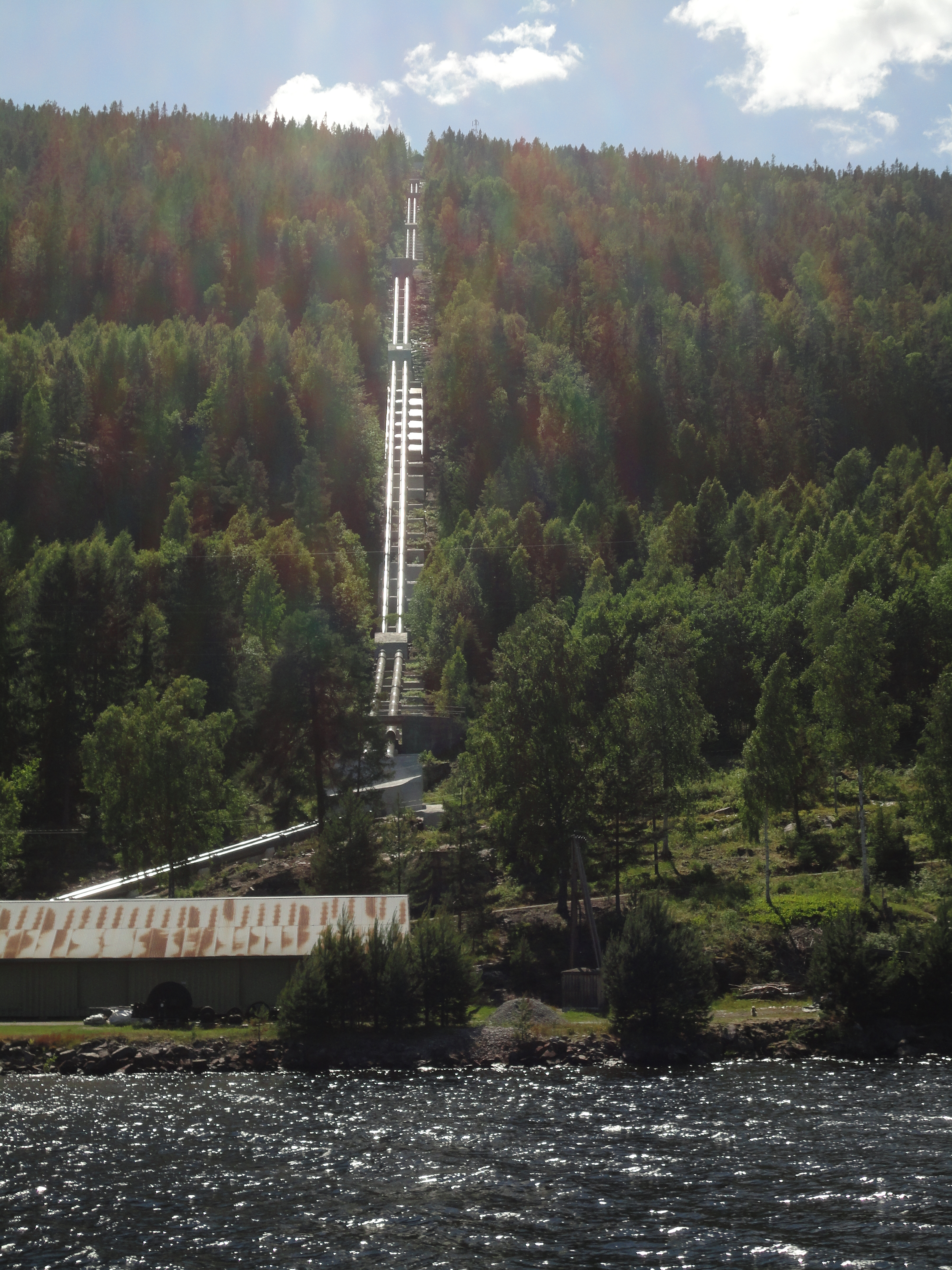
Conduite forcée vers Hakavik devant du lac Øksne